# Onda elástica
Una onda elástica es una perturbación tensional que se propaga a lo largo de un medio elástico. Por ejemplo, las ondas sísmicas son un tipo de ondas elásticas que ocasionan temblores que pueden tratarse como ondas elásticas que se propagan por el terreno. Todas las ondas elásticas son un tipo de onda mecánica.

## Caso isótropo lineal

### Ecuación de movimiento
En un medio elástico isótropo y lineales no sometido a fuerzas de volumen, la ecuación de movimiento de una onda elástica que relaciona la velocidad de propagación con las tensiones existentes en el medio elástico vienen dadas, usando el convenio de sumación de Einstein, por:

(1){\displaystyle {\frac {\partial \sigma _{ij}}{\partial x_{j}}}=\rho \left({\frac {\partial v_{i}}{\partial t}}+v_{j}{\frac {\partial v_{i}}{\partial x_{j}}}\right)}

Donde {\displaystyle \rho \,} es la densidad y el término entre paréntesis del segundo término coincide con la aceleración o derivada segunda del desplazamiento. Si el medio es isótropo, reescribiendo la ecuación anterior en términos de los desplazamientos producidos por la onda elástica, mediante las ecuaciones de Lamé-Hooke y las relaciones del tensor deformación con el vector desplazamiento, tenemos:

(2a){\displaystyle {\frac {E}{2(1+\nu )}}{\frac {\partial ^{2}u_{i}}{\partial x_{k}^{2}}}+{\frac {E}{2(1+\nu )(1-2\nu )}}{\frac {\partial ^{2}u_{k}}{\partial x_{k}\partial x_{i}}}=\rho {\ddot {u}}_{i}}

Que escrita en la forma vectorial convencional resulta:

(2b){\displaystyle {\frac {E}{2(1+\nu )}}\Delta \mathbf {u} +{\frac {E}{2(1+\nu )(1-2\nu )}}{\boldsymbol {\nabla }}({\boldsymbol {\nabla }}\cdot \mathbf {u} )=\rho {\ddot {\mathbf {u} }}}

### Tipos de ondas

#### Ondas planas
En general una onda elástica puede ser una combinación de ondas longitudinales y de ondas transversales. Una manera simple de demostrar esto considerar la propagación de ondas planas en las que el vector de desplazamientos provocados por el paso de la onda tiene la forma {\displaystyle \mathbf {u} =\mathbf {u} (x,t)}. En este caso la ecuación (2b) se reduce para una onda plana a:

{\displaystyle {\frac {\partial ^{2}u_{x}}{\partial t^{2}}}=E{\frac {1-\nu }{\rho (1+\nu )(1-2\nu )}}{\frac {\partial ^{2}u_{x}}{\partial x^{2}}},\qquad {\frac {\partial ^{2}u_{y}}{\partial t^{2}}}={\frac {E}{\rho (1+\nu )}}{\frac {\partial ^{2}u_{y}}{\partial x^{2}}},\qquad {\frac {\partial ^{2}u_{z}}{\partial t^{2}}}={\frac {E}{\rho (1+\nu )}}{\frac {\partial ^{2}u_{z}}{\partial x^{2}}}}

En las ecuaciones anteriores la componente X es una onda longitudinal que se propaga con velocidad {\displaystyle v_{L}} mientras que la componente en las otras dos direcciones es transversal y se propaga con velocidad {\displaystyle v_{T}}:

{\displaystyle {\begin{matrix}u_{x}(x,t)=f_{1}\left(t-{\frac {x}{v_{L}}}\right)+g_{1}\left(t+{\frac {x}{v_{L}}}\right)\\u_{y}(x,t)=f_{2}\left(t-{\frac {x}{v_{T}}}\right)+g_{2}\left(t+{\frac {x}{v_{T}}}\right)\\u_{z}(x,t)=f_{3}\left(t-{\frac {x}{v_{T}}}\right)+g_{3}\left(t+{\frac {x}{v_{T}}}\right)\end{matrix}}}

Donde la velocidad de la onda longitudinal y de la onda transversal vienen dadas por:

{\displaystyle v_{L}={\sqrt {\frac {E(1-\nu )}{\rho (1+\nu )(1-2\nu )}}},\qquad v_{T}={\sqrt {\frac {E}{2\rho (1+\nu )}}}}

Siendo:
{\displaystyle E,\nu \,}, el módulo de Young y el coeficiente de Poisson, respectivamente.
La siguiente tabla da las velocidades de propagación de las ondas longitudinales y transversales en diferentes materiales:
| Material | vL [m/s] | vT [m/s] |
| -------- | -------- | -------- |
| Aluminio | 6,32·103 | 3,07·103 |
| Cobre    | 4,36·103 | 2,13·103 |
| Hierro   | 5,80·103 | 3,14·103 |

#### Ondas P y S
Una descomposición más general de una onda elástica que responde a la ecuación (2b) es la descomposición de Helmholtz para campos vectoriales, en una componente longitudinal a lo largo de la dirección del recorrido  de la propagación y una onda transversal a la misma. Estas dos componentes se llaman usualmente componente P (onda P o primaria) y componente S (onda S o secundaria).
Para ver esto se define los potenciales de Helmholtz del campo de desplazamiento:

{\displaystyle \mathbf {u} =\mathbf {u} _{L}+\mathbf {u} _{T},\qquad {\begin{cases}\mathbf {u} _{L}={\boldsymbol {\nabla }}\phi \\\mathbf {u} _{T}={\boldsymbol {\nabla }}\times {\boldsymbol {\psi }}\end{cases}}}

#### Ondas de Rayleigh

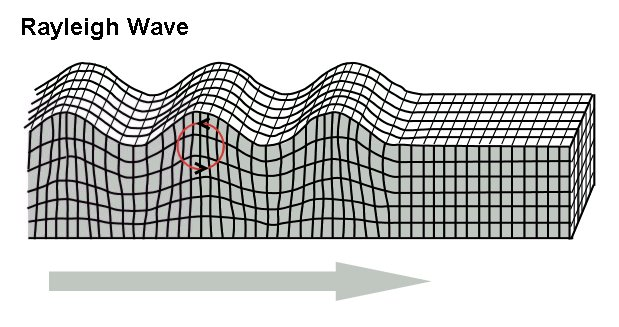
Imagen de ondas Rayleigh.

Las ondas de Rayleigh son ondas superficiales elípticas, que son una solución de la ecuación (2b), cuya amplitud disminuye exponencialmente con la profundidad. Un modelo simple de ondas de Rayleigh es que se da en un medio elástico semi-infinito, que podría representar el terreno. En términos de los potenciales elásticos, este tipo de ondas tienen la forma matemática:

{\displaystyle \phi (x,z)=Ae^{-rz}\cos \left(\omega \left(t-{\frac {x}{v_{R}}}\right)\right),\qquad \psi (x,z)=Be^{-sz}\cos \left(\omega \left(t-{\frac {x}{v_{R}}}\right)\right)}

Siendo:
{\displaystyle A,B\,}, las amplitudes de ambos potenciales.
{\displaystyle \omega ,v_{R}<v_{T}\,}, la frecuencia angular y la velocidad de propagación de las ondas Rayleigh. Esta velocidad satisface la llamada condición de Rayleigh, que tiene una única solución real:

{\displaystyle \left({2-{\frac {v_{R}^{2}}{v_{T}^{2}}}}\right)^{2}=4{\sqrt {1-{\frac {v_{R}^{2}}{v_{T}^{2}}}}}{\sqrt {1-{\frac {v_{R}^{2}}{v_{L}^{2}}}}}}

{\displaystyle z,x\,}, son la profundidad y la distancia a lo largo de un corte vertical de terreno.
{\displaystyle r,s\,}, son dos parámetros de atenuación con la profundidad dados por:

{\displaystyle r={\frac {\omega }{v_{R}}}{\sqrt {1-{\frac {v_{R}^{2}}{v_{L}^{2}}}}}>0,\qquad s={\frac {\omega }{v_{R}}}{\sqrt {1-{\frac {v_{R}^{2}}{v_{T}^{2}}}}}>0}

{\displaystyle v_{L},v_{T}\,}, son las velocidades de las ondas longitudinales y transversales.

#### Ondas de Love

Esquema de la propagación de una onda de Love. Las partículas vibran perpendicularmente a la dirección de propagación y la amplitud decae con la profundidad.

Las ondas de Love son ondas superficiales, que requieren la existencia de una capa superficial con propiedades mecánicas ligeramente diferente de las capas más profundas.

## Caso anisótropo lineal

### Ecuación de movimiento en medios anisótropos
En un medio elástico anisótropo y lineal cuya ecuación constitutiva viene dada por:

{\displaystyle \sigma _{ij}=C_{ijkl}\varepsilon _{kl}\,}

En ausencia de fuerzas de volumen la ecuación de movimiento vendrá dada por:ndo el convenio de sumación de Einstein, por:

(1b){\displaystyle \rho {\frac {\partial ^{2}u_{i}}{\partial t^{2}}}={\frac {\partial \sigma _{ij}}{\partial x_{j}}}={\frac {1}{2}}C_{ijkl}{\frac {\partial }{\partial x_{j}}}\left({\frac {\partial u_{k}}{\partial x_{l}}}+{\frac {\partial u_{l}}{\partial x_{k}}}\right)}

Usando la simetría {\displaystyle C_{ijkl}=C_{ijlk}\,} la expresión anterior se puede escribir simplemente como:

{\displaystyle \rho {\frac {\partial ^{2}u_{i}}{\partial t^{2}}}=C_{ijkl}{\frac {\partial ^{2}u_{l}}{\partial x_{j}\partial x_{k}}}}

### Solución para ondas planas
La ecuación (1b) es ligeramente más complicada que la ecuación (1a) para comprobar si existen soluciones en forma de ondas planas buscamos soluciones complejas (la solución física real se puede tomar como la parte real de dichas soluciones) de la forma:

(*){\displaystyle u_{i}=A_{i}e^{i(k\mathbf {n} \cdot \mathbf {x} -\omega t)}}

Donde:
{\displaystyle A_{i}\,} es un conjunto de amplitudes.
{\displaystyle k\,} es el número de onda.
{\displaystyle \mathbf {n} } es un vector unitario en la dirección de propagación (y por tanto perpendicular al frente de onda).
{\displaystyle \omega =2\pi \nu \,} es la frecuencia angular.
Substituyendo (*) en (1b) se tiene que:

{\displaystyle \omega ^{2}A_{i}={\frac {C_{ijkl}}{\rho }}k^{2}n_{j}n_{k}A_{l}\quad \Rightarrow \quad \left({\frac {C_{ijkl}}{\rho }}n_{j}n_{k}-{\frac {\omega ^{2}}{k^{2}}}\delta _{il}\right)A_{l}=0}

Definiendo la velocidad de fase como {\displaystyle \scriptstyle v=\omega /k} se tiene la existencia de soluciones de ondas planas implican que el valor admisible de la velocidad debe ser solución de la ecuación:

(3){\displaystyle \det \left({\frac {C_{ijkl}}{\rho }}n_{j}n_{k}-{\frac {\omega ^{2}}{k^{2}}}\delta _{il}\right)=\det \left({\frac {{\hat {C}}_{il}}{\rho }}-v^{2}\delta _{il}\right)=0}

Ya que esa es la condición que garantiza que el sistema sea compatible indeterminado. Dado que la matriz de componentes {\displaystyle {\hat {C}}_{il}} es simétrica y definida positiva por los requerimientos sobre el tensor de constantes elásticas), las soluciones posibles para {\displaystyle v^{2}} son números reales positivos. Esos valores son precisamente los autovalores del problema (3), y sus valores propios asociados dan las amplitudes relativas. Los tres vectores forman un sistema ortogonal, uno de ellos es paralelo o aproximadamente paralelo a la dirección de propagación de propagación (modo cuasi-longitudinal) y los otros dos son perpendiculares o aproximadamente perpendicular a la dirección de la misma (modos cuasi-transversales).